# Matěj Vydra
Matěj Vydra (ur. 1 maja 1992 w Chotěbořu) – czeski piłkarz występujący na pozycji napastnika w angielskim klubie Burnley.
Jest wychowankiem klubu ze swojego rodzinnego miasta, FC Chotěboř. W 2003 trafił do drużyny juniorskiej klubu Vysočina Jihlava. W 2009 zadebiutował w pierwszej drużynie. Rok później przeszedł za 750.000 euro do Baníku Ostrawa. Po zakończeniu sezonu 2009/2010 odszedł do włoskiej drużyny Udinese Calcio. W 2011 został wypożyczony do Club Brugge. W 2012 został wypożyczony do klubu grającego w Championship, Watford.
13 sierpnia 2013 na rok został wypożyczony do West Bromwich Albion.
1 lipca 2015 podpisał pięcioletni kontrakt z Watford FC. W ubiegłym sezonie reprezentował on barwy właśnie tego klubu, lecz wtedy jeszcze na zasadzie wypożyczenia z Udinese.